# Novi svet
Nôvi svét je eno od imen za obe Ameriki in pripadajoča otočja. Ko je bil v 16. stoletju, dobi vzpona velikih evropskih kolonialnih imperijev, skovan ta izraz, sta bili Ameriki na novo odkrit svet, poleg dotedaj poznanega (Evropa, Azija in Afrika), ki je tako dobilo ime Stari svet. Avstralija in drugi predeli Oceanije tudi takrat še niso bili znani, zato jih običajno ne uvrščamo ne v Stari, ne v Novi svet.
Danes se razdelitev uporablja med drugim v biogeografiji in ponazarja razlike v flori in favni obeh območij (drugo ime za Novi svet po tej razdelitvi je Neogaea).